# Звіринець-Білецький
Звіри́нець-Біле́цький зака́зник — загальнозоологічний заказник місцевого значення в Україні. Розташований між селами Росохач та Угринь Чортківського району Тернопільської області, в кв. 63-71 Білецького лісництва Чортківського держлісгоспу, в межах лісового урочища «Звіринець».
Площа — 309 га. Створений відповідно до рішення виконкому Тернопільської обласної ради від 30 червня 1986 року, № 198. Заказник перебуває у віданні ДЛГО «Тернопільліс». Рішенням Тернопільської обласної ради від 22 липня 1998 року, № 15, мисливські угіддя заказника надані у користування Чортківської районної організації УТМР як постійно діюча ділянка з охорони, збереження та відтворення мисливської фауни.
Під охороною — частина лісового масиву та численна мисливська фауна: заєць сірий, сарна європейська, лисиця і вивірка лісова, куниця лісова, куріпка сіра, борсук лісовий, свиня дика.